# Pardela-das-salomão
Pseudobulweria becki , comummente conhecida como pardela-das-salomão, constitui uma espécie de ave marinha da família dos Procelariídeos, recentemente redescoberta na Papua Nova Guiné.
As pardelas-de-salomão são pequenas, com plumagem de cor castanha-escura no dorso, na cabeça e na garganta. As asas também são escuras por baixo, com uma faixa branca; a barriga e o peito são brancos.
As pardelas-das-salomão têm hábitos noturnos e não constroem ninhos. Cada postura, de um ovo apenas, é feita no chão, provavelmente nas ilhotas montanhosas da Melanésia.

## Etimologia
Quanto ao nome científico desta espécie:
- O nome genérico, Pseudobulweria, provém do latim científico, e resulta da aglutinação dos étimos «pseudo» (falso) e  Bulweria[6]. O étimo Bulweria alude ao género homónimo, cujo nome, por seu turno foi cunhado em homenagem a James Bulwer.[7]

- O epíteto específico, becki, foi cunhado em homenagem ao ornitólogo norte-americano Rollo Beck. Rollo Beck.

## Redescoberta
Esta espécie foi redescoberta, em expedições de 2007 e 2008, onde se contabilizaram entre 30 a 160 espécimes. As expedições subsequentes revelaram-se mais profícuas, a de 2012 contabilizou cerca de 100 espécimes e a de 2016, cerca de 300 espécimes.
Crê-se que declínio do número de espécimes efectivos de pardelas-das-salomão ficou-se a dever à introdução de ratos nas zonas de acasalamento. A espécie encontra-se presentemente classificada como em perigo de extinção.